# Рифель, Вадим Владимирович
Вадим Владимирович Рифель (род. 19 февраля 1979, Усть-Каменогорск, Казахская ССР) — казахстанский и немецкий хоккеист, левый нападающий. В настоящее время закончил карьеру.

## Биография
Воспитанник усть-каменогорского хоккея. Основная часть карьеры проведена в Усть-Каменогорске в составе ХК «Казцинк-Торпедо». В чемпионате России (высшая лига) провел более 300 игр, набрав по системе «гол+пас» более 200 очков.
Провел 2 сезона в чемпионате Германии (2 дивизион), выйдя на лёд в 104 играх, забив 34 шайбы и сделав 35 передач.
Выступал за молодёжные сборные Казахстана на чемпионатах мира. Участник 5 чемпионатов мира по хоккею (2001, 2004, 2006, 2007, 2008).
Серебряный призёр Зимней Азиады — 2007.